# ICO (ゲーム)
『ICO』（イコ）は、ソニー・コンピュータエンタテインメントにより開発・発売された日本のアクションアドベンチャーゲーム。2001年12月6日にPlayStation 2用ソフトとして発売され、後に「PlayStation 2 the Best」として廉価版が発売された。また、2011年9月22日にはPlayStation 3用のHDリマスター版が発売された。

## 概要
角が生えたために生贄として謎の古城に閉じ込められた少年イコが、そこで出会った言葉の通じない少女ヨルダの手を取り、彼女を守りつつ共に古城から脱出する内容のアクションアドベンチャーゲーム。
キャッチコピーは「この人の手を離さない。僕の魂ごと離してしまう気がするから」。この「手を繋ぐ」という動作は本作を特徴づけるゲームシステムとして組み込まれ、本作の基幹となるビジュアルイメージにもなっている。プレイヤーは必要に応じて「手を繋いでヒロインと共に先へ進む」状況と、「手を放して主人公を自由に行動させる」状況を切り替えながらゲームを進めていく。
ゲームの根本的な部分はパズル的な要素を含んだ仕掛けを解きながら道を切り開き先へ進んでいくという、従来のアクションアドベンチャーゲームの形式を踏襲するものであるが、本作の開発は「単なるビデオゲームではないものを作る」という発想から出発しており、従来のビデオゲームにおける約束事として定着していた諸要素、例えば勝ち負けを競う要素や、キャラクターの強さやヒットポイントなどを示す画面上のパラメーターやアイコン類の表示、その他数々のゲーム的な演出といったものが排除されている。
その一方で本作では、長大なムービーを用いて映画に似せるのではなく、かと言って膨大な作り込みによって大作感を出すのでもなく、あくまでプレイヤー自身がヒーローとなり、美しく作り込まれた世界の内側にいることを実感できるような方向での娯楽性が模索されており、ビデオゲームの双方向性を生かしつつの、目的に沿って絞り込んだ規模での世界の構築が行われている。ムービーに頼った演出ではなく、プレイヤーが操作可能な要素内でキャラクターの挙動やカメラアングルが徹底的に作り込まれていることは、従来の他作品ではあまり見られなかった本作独自の特徴である。
公式サイトによれば、その内容に好意的な感想を寄せたユーザーの間では、「安易に続編は作らないでほしい」という意見が多数を占めたとされる。後に同じ開発チームの手によるPS2ゲーム『ワンダと巨像』が発売され、そのエンディングは本作で描かれた世界との繋がりを示唆するものとなっているが、具体的な関連性がどのようなものであるかは受け手の想像に委ねる形となっている。

## ストーリー
生まれつき角を持つ少年、イコは、村のならわしに従い、生贄として岸壁に囲まれた島にそびえ立つ無人の古城「霧の城」へと幽閉される。しかし偶然にも彼を閉じ込めていた棺のようなカプセルが壊れたことにより、自由に城の中を歩けるようになった彼は、城の北側にある塔の檻に閉じ込められていた言葉の通じない少女、ヨルダと出会う。
ヨルダは城内を跳梁跋扈する黒い影のような化け物たちに狙われており、彼女を放っては置けないと感じたイコは、彼女の手を引き、城の南側にある城門からの脱出を試みる。しかし、どうにか城門までたどり着いた彼らの前に、城の主を名乗ってヨルダを連れ戻そうとする化け物の女王が現れ、城門を閉ざしてしまう。イコとヨルダは城内へと引き返し、城の東西それぞれの端に位置する城門を開くための仕掛けを作動させることを試みる。
城内は迷路のように入り組み、あちこちが崩れ落ちていたり、封印や仕掛けのある扉や障害物で塞がれたりしており、自由に通行することができない。ヨルダは城の随所にある封じられた扉を開くことができる力を持っていたが、イコほどには身体能力が高くなく、彼女を連れ去ろうとする影の化け物から身を守る手段も持っていない。イコは城壁や鎖をよじ登り、足を踏み外せば命にかかわる足場を渡り歩き、影の化け物からヨルダを守って戦いながら、ヨルダでも通れる経路を確保しつつ、彼女を外の世界へと連れて行くために奮闘する。
冒険の末に城門を開くことに成功する彼らだが、しかし物語の終盤において再び女王に脱出を阻まれ、ふたりは離れ離れとなってしまう。イコは連れ去られたヨルダを追い、単身で女王と対決することになる。

## ゲームシステム
フィールドやキャラクターには3DCGが用いられ、固定地点からの3人称視点で描かれる。物語の舞台となる城の各エリアは、ヒロインを連れてこなければ開くことができない扉によって区切られており、各エリアの仕掛けを解いたり、ヒロインを狙ってくる敵を倒したりしながら次のエリアへと進んでいく形式でゲームが進行する。画面上の主人公は、移動、ジャンプ、手に持った武器を振るう、ヒロインと手を繋ぐ（後述）、といった行動を能動的にとることができ、その他にも状況に応じて、物を動かしたり、壁や鎖に捕まったり飛び降りたり、といった幾つかのアクションが発生する。配置された仕掛けはパズル的なものとなっており、城にある物品を移動させたり、壊したり、装置を作動させたりしながら解くものとなっているが、解法はおおむね1つの仕掛けにつき1種類である。
本作では、多くのアクションゲームではヒットポイントとして表現されているシステムに代わるものを、AIによって操作されるヒロインが担うという設計がされており、このヒロインはゲームシステム上でも主人公にとって守るべき対象として設定されている。また前述のように次のエリアへと続く扉を開くための唯一の手段でもあり、更にはヒロインが一緒でなければセーブポイントでゲームデータを保存することもできない。このようにしてヒロインの手を引き、どのようにして城から脱出させるかというストーリー上の主題が、ゲームシステムにも取り入れられている。

### 演出
本作ではレベル上げやアイテム収集といった要素は極力排されており、ゲーム中の画面には人物と背景以外に何も表示されず、メニュー画面でも設定の変更オプションが表示されるのみである。主人公は1種類の武器を持ち歩くことができ、一定の範囲内で爆弾や樽を抱えて持ち上げることもできるが、そうした所持品の変化は画面上のキャラクターが物品を手にして持ち運ぶという演出によって表現される。
本作では排除されたビデオゲーム的な要素に代わり、画面上のキャラクターの仕草や環境音といった表現に力が注がれ、それによってプレイヤーの達成感を得られるような試みが行われている。キャラクターのモーションは、鎖に捕まったり、飛び降りた際によろめいたり、泳いだりといった動作が見せ所を絞った形で作り込まれており、目を引く特徴のひとつとなっている。背景の描画は写実的で、光と暗闇の表現に力が注がれ、また風の流れや緊張感を知覚できる演出が行われている。既存のゲームのように劇伴曲を用いてプレイヤーを高揚させるような演出は避けられ、曲が流れるのはイベントや敵との遭遇時などといった要所に限定されており、通常は風の音や鳥の鳴き声、キャラクターの息遣いなどといった環境音のみが流れるという演出が用いられている。ゲーム中の台詞や文字には架空の言語が用いられており、主人公の台詞には字幕が表示されるのに対して、ヒロインの言葉は1周目ではその内容が明かされないものとなっている。
カメラアングルは主人公の位置に応じて自動的に切り替わる。舞台の広さや高さを表現するカメラワークの作り込みは本作の特徴のひとつであり、視認性よりも雰囲気作りを優先させた演出が行われている。

### 手を繋ぐ
プレイヤーは「手を繋ぐ」操作に割り当てられたボタンを押し続けることで、主人公にヒロインの手を引かせて移動することができ、逆にボタンを離すことでヒロインをその場に待たせて主人公を単独で行動させることができる。ヒロインが主人公と離れている時には同じ操作でヒロインに呼びかけることができ、主人公の近くまで来るようにと指示したり、ヒロインが単独で乗り越えられない段差や飛び越えられない崖で手を差し伸べたりすることができる。
ヒロインは主人公と比べて移動できる経路が限られており、あまり高い所からは飛び降りることができず、壁や鎖に捕まったりよじ登ったりすることもできない。一方で主人公が単独で行動すれば行動範囲は大きく広がるものの、主人公がヒロインから一定時間離れていると、どこからともなく出現した敵がヒロインを連れ去りゲームオーバーとなってしまう。このためプレイヤーは、ヒロインから離れ過ぎない範囲で主人公を先行させて仕掛けを解き、ヒロインが移動できる経路を確保しながら、ヒロインを誘導し、手を引いて先に進んでいかなければならない。こうしたゲームシステムはプレイヤーに対し、ヒロインを守ろうとする主人公への感情移入を促すような内容にもなっている。
物語の終盤では、主人公がヒロインと引き裂かれる展開となり、主人公の身体能力を駆使しなければ進めない足場が連続するステージが登場する。このときヒロインに呼びかける操作を行うと、視点が移動して次に進むべき目標を指し示す。

### 戦闘とゲームオーバー
物語の舞台となる城には随所に大きな高低差があり、主人公が一定以上の高所から落下して死亡するとゲームオーバーとなる。また、主人公にとって守るべき対象であるヒロインが敵に連れ去られてしまってもゲームオーバーとなる。
主人公は敵の攻撃によってダメージを受けるとしばらく立ち上がることができなくなり、基本的にはそのことで死亡することこそないものの、主人公が昏倒している間はヒロインが無防備になってしまう。ヒロインは接近してきた敵に組み付かれてしまうと、フィールド内の床に出現した「影の巣」まで連れて行かれ、その中に引き込まれてしまう。そのまま一定期間与えられている救出の機会を逃してしまうとゲームオーバーとなる。
敵に対しては、主人公が手にしている木の棒または剣を使って攻撃することが可能で、ボタンを連打すると3回までの連続攻撃が発生する。これによって敵を怯ませることができ、ある程度ダメージを与えれば倒すこともできる。ただし本作における戦闘はあくまで主人公の行く手を阻む障害を排除するための手段であり、戦闘で勝利しても経験値やアイテムのような恩恵を得ることはなく、一部の戦闘を除いては、可能な限り戦闘を避けてゲームを進めることもできる。
エリアの区切りとなる扉までヒロインを連れていくことができれば、扉から電撃が放たれ、周囲に残っていた敵は自動的に一掃される。

## 登場キャラクター

### メインキャラクター
イコ（Ico）
声 - 進藤一宏
本作の主人公。頭に一対の角を持つ小柄な少年。「角の生えた子供は13歳になると霧の城へ生贄に捧げられる」という掟に従い、霧の城へ生贄として連れて行かれ、生贄の間にある54個のカプセルの中のひとつに閉じ込められる。ところが、部屋に起こった振動により偶然にもカプセルから飛び出てしまう。
自由の身となって城の中を彷徨ううちに、檻に幽閉されていた少女・ヨルダを救出、彼女とともに城からの脱出を試みることになる。角の生えた少年は普通よりも身体が丈夫であるとされ、ヨルダよりも広い範囲を行動することができる。
ゲームのマニュアルでは、角は生まれた時から生えていると受け取れる説明がされているが、小説版では一夜にして生えたという設定になっている。
ヨルダ（Yorda）
声 - 高橋理恵子
本作のヒロイン。霧の城の中で空中に吊り下げられた檻に閉じ込められていた少女。イコとは違う言葉を話す。イコによって檻から助け出され、彼と共に城からの脱出を試みることになる。
身長はイコよりもやや高い。真っ白な肌に亜麻色の短い髪と目を持ち、黒い模様が入った白い膝丈のワンピースのような服を着ている。その体はわずかに発光しているように見え、城のあちこちで影の魔物に襲われたり、城の至る所に設置されている偶像の扉を開く力を持っていたりと、謎の多い少女である。
日本語版では、プレイヤーがゲームの進行に行き詰まった時、ヨルダが謎解きのヒントを思いつき、身振りで指し示してくれることもある。

### サブキャラクター
女王（Queen）
声 - 渡辺美佐
霧の城に住まう女王。本作の最終ボス。影のような黒いローブ状の衣装をまとっており、その身体は僅かに透け、髪や衣装は黒い煙のように揺らめいており、突然に姿を現したり消したりするなど人間離れした挙動を見せる。出没時には緑色の縁取りがある影を生じさせ、この影に触れた者を石にしてしまう。
イコの言葉もヨルダの言葉も話すことができ、ヨルダのことを「たったひとりの愛娘」「魂の器」と呼んでいる。ヨルダを連れ戻して城の主の座を継がせようとしており、威圧的な態度でイコを城から立ち去らせようとする。
エンディングクレジットでは“Queen”（女王）と表記されるが、ヨルダからは「あの人」などと呼ばれており、名前で呼ばれる場面はない。PS3版ではトロフィーの獲得時に「女王」と表記される。
影（SmokeMan）
黒い煙のような体を持つ、正体不明の存在。基本的に人の形をしているが、その体格は様々で、壁を這うものや空を飛ぶものもいる。城の至る所に数多く出現し、地面に開いた「影の巣」と呼ばれる異空間の中から現れ、巣の中へとヨルダを引きずり込もうとする。攻撃を加えると煤のようなものを撒き散らし、倒すと消滅し、巣も黒い煙となって霧散してしまう。
ゲーム中で名前を呼ばれる場面はないが、マニュアルの文章では「影」、エンディングクレジットでは“SmokeMan”（煙人間）と表記されている。

### その他のキャラクター
神官
オープニングに登場。イコを霧の城に連れて行き、カプセルに幽閉した3人の人物。1人はローブを、他の2人は騎士のような鎧兜を着ている。ゲーム本編で多くのことは語られないが、マニュアルによればこの3人の人物はいずれも「神官」とされており、小説版にも同様の記述がある。

## 作品解説

### 開発
開発は日本国内で行われた。本作は当初、初代PlayStation（PS）用のソフトとして制作が進められたが、途中でPlayStation 2（PS2）用に作り直されたという開発経緯を持つ。本作のPS版が発売されることはなかったが、ゲームシステムはPS版の開発段階で既に確立されており、PS2の完成版と変わらないものであったという。
本作ではゲームデザインを優先させ、その内容にストーリーをすり合わせるという形で制作が進められた。例えば主人公の頭にある角は本作のストーリーにおいて重要な要素を占めており、後には本作と『ワンダと巨像』との繋がりを示唆する記号となるが、開発当初は単に視認性を向上させるための目印としてつけられたものであった。海に囲まれ霧で覆われた城という舞台もゲーム機の処理能力の不足を補うために設定されたもので、遠景を細部まで表示しなくとも雰囲気が出せる手法として用いられた。

### 評価
日本では、年末商戦のさなかに発売されたためか一部のゲームファンが注目するにとどまり、その魅力が口コミで広がっていったものの、セールスにはそれほど反映されなかった。一方で日本国外では高い評価を受けることとなり、アメリカにおいてゲームのアカデミー賞とみなされている AIAS（The Academy of Interactive Arts and Sciences）の5th AIAS Achievement Awardsにおいて最多ノミネートとなる。
さらに、国際ゲーム制作者団体（The International Game Developers Association）のゲーム・デベロッパーズ・チョイス・アワードにおいても以下の6部門にノミネートされ、こちらも最多ノミネートとなる。
- Game of the Year（ゲームオブザイヤー）
- Original Game Character of the Year（オリジナルゲームキャラクターオブザイヤー）
- Excellence in Game Design（ゲームデザイン賞）
- Excellence in Level Design（ステージデザイン賞）
- Excellence in Visual Arts（ビジュアルアート賞）
- Game Innovation Spotlights（イノベーティブゲーム賞）

本作のプロデューサーである海道賢仁によれば、日本国外ではゲームシステムの革新性が評価されたが、日本国内では本作の独特の世界観や雰囲気作りが評価されたとされる。また、本作が持つ雰囲気や映像表現は、特に女性プレイヤーの間で話題になったといわれ、アンケートから得られたユーザーの男女比は男性6に対して女性4であったとされる。
また、洋泉社が発行した『アニソンマガジン』Vol.5のゲームソングレビュー集のなかで、ライターのナ月俊由季が本作の主題歌「ICO -You were there-」について、ケルト音楽のようなサウンドと澄み切った歌声が作品の安らかな世界観に合致していると指摘し、「感動とチクリと胸を刺す切なさが心地いい隠れた名曲」と批評した。
2021年12月にはPS2版の発売から20周年を迎え、雑誌『週刊ファミ通』では特集が組まれた。記事中の『ICO』に寄せられたコメントのうち、映画監督 ギレルモ・デル・トロのコメント内容はTwitterで公開された。

### 英語版と日本語版
本作は、先にアメリカ合衆国で英語版が発売され、その後日本で発売されたという経緯を持つ。後発となる日本語版では、英語版になかった要素の追加や操作性の変更、敵の挙動の変更や一部マップの仕掛けの変更などといった、ゲーム性に関わる部分での変更も行われている。
こうした変更の一環として、日本語版ではクリアデータを用いて2周目を開始するとおまけ要素を楽しむことができる。具体的には1周目では伏せられていたヒロインの言葉の意味が日本語字幕によって明かされたり、敵の耐久力が変化したり、2人プレイに対応したりといった変化がある。2人プレイは2周目のゲームプレイ中のメニューから選択することができ、2Pコントローラー側からヒロインを操作することが可能となる。

### GPL違反と生産終了・廃盤
2007年11月29日、PS2版のICOのソースコードの中にGNU GPL（LGPLではない）の下でライセンスされている「libarc」のライブラリが含まれていることが、有志のユーザーにより発見された。これが事実ならば、GPLのルールにより、このライブラリを使用したSCEはGPLであることの表示とソフト所有者へのICOの全ソースコードの公開をしなければならなかったが、SCEはこれを怠っていたことになる。2007年12月、SCEは「GPL違反疑惑そのものを認識していないため現在確認中」とコメントを発表したが、2008年2月にはICOの生産終了、廃盤を決定。現在は在庫限りとなり、PS2版の新品入手は極めて困難であり、後述のHDリマスター版発売までは中古価格も高騰していた。

### PlayStation 3への移植
2011年9月22日にはPlayStation 3（PS3）用ソフトとしてHDリマスター版が発売された。リマスター版では3次元映像の立体視に対応しているほか、グラフィックも1080pフルHDとなり高解像度化されている。ただし本作の場合、オリジナルであるPS2版の時点で、当時のハードでは表現できない部分まで作り込まれていたこともあり、映像のアップコンバートはあっても大きな変更はなく、基本的にはPS2版に忠実な作りとなっている。発売決定の発表は2010年9月の東京ゲームショウで行われた。
本作と世界設定を共有する『ワンダと巨像』のPS3用HDリマスター版も同時に発売されており、日本国外では2作品をひとつのBDにパッケージ、日本では個別の販売のほか『ICO/ワンダと巨像Limited Box』としてのセット販売も行われた。
2012年1月31日にはダウンロード販売版も発売された。

## スタッフ
- ディレクター・ゲームデザイン・キャラクターデザイン・キャラクターアニメーター - 上田文人
- プロデューサー - 海道賢仁
- 音楽作曲 - 大島ミチル、Pentagon
- 編曲 - Pentagon

## 主題歌
「ICO -You were there-」
作曲・編曲 - 大島ミチル / 作詞・対訳 - Lynne Hobday / 歌 - Steven Geraghty

## 小説
『ICO -霧の城-』のタイトルで、宮部みゆきによるノベライズ作品が発表されている。『週刊現代』（講談社）で2002年5月11・18日合併号から全50回に渡って連載され、2004年6月に単行本が出版された。
幾つもの文学賞の受賞歴を持つ小説家でありゲーム好きでもある宮部が、本作の体験版をプレイしてその内容を気に入り、予定していた別作品の執筆を取りやめて、雑誌の編集部を通して本作のスタッフに企画を持ちかけるという経緯で執筆が決まった。宮部が原作のある作品を発表するのは、このノベライズ作品が初である。
小説では原作ゲームとは異なる、独自の展開・設定がなされている。原作ゲームには構想として用意されていた裏設定もあったものの、原作のスタッフは小説化の際には自由に構想を膨らませて欲しいという意図から、そうした設定の詳細は宮部に伝えないことにし、同時に本作のファンがそれぞれ抱いている原作のイメージを大事にするように注文したという。
初版の単行本の表紙には、PS2ゲーム版のパッケージと同じ絵が用いられている。2008年には講談社ノベルスから新装版が出版され、表紙イラストを放電映像が担当した。2010年には講談社文庫から文庫版が出版され、表紙イラストを丹地陽子が担当した。
- 『ICO -霧の城-』 2004年6月15日発行、ISBN 978-4-06-212441-6
- 『ICO -霧の城-』 講談社ノベルス版、2008年6月19日発行、ISBN 978-4-06-182558-1
- 『ICO -霧の城-』 講談社文庫版
  - 上巻 2010年11月12日発行、ISBN 978-4-06-276809-2
  - 下巻 2010年11月12日発行、ISBN 978-4-06-276810-8

## 関連商品
- 書籍『ICO 公式ガイドブック』 ソフトバンク〈The PlayStation2 BOOKS〉、2002年2月。ISBN 978-4-797-31882-1
- サウンドトラック『ICO 〜霧の中の旋律〜』 SMEビジュアルワークス、SVWC-7117 - 全16曲収録。